# Bhajji
Bhajji fou un estat tributari protegit a les muntanyes de Simla, avui Himachal Pradesh. sota dependència del govern de Panjab. La seva superfície era de 248 km² i la població (1881) de 12.106 habitants i el 1901 de 13.309, quasi tots sikhs, repartits en 327 pobles. El tribut anual era de 144 lliures. La capital era Seoni, a la riba del Sutlej, amb unes famoses fonts sulfuroses.
Estava governat per la dinastia Pal d'origen rajput amb títol de rana. El fundador de la dinastia era un germà del raja de Kutlehar i venia de Kangra; va adquirir el territori per conquesta; el país fou conquerit pels gurkhes entre 1803 i 1815 però en foren expulsats pels britànics que van confirmar a l'antiga dinastia per un sanad datat el 4 de setembre de 1815. Sota protectorat britànic les sentències de mort imposades pel rana requerien confirmació britànica. El 1842 el rana Rudra Pal va abdicar en el seu fill i es va retirar a Hardwar. Un segle després va fer el mateix Bir Pal.

## Llista dels darrers sobirans
- Raja Amrit Pal
- Rana Rudra Pal ja governava el 1803
- Ocupació gurkha 1803-1815
- Rana Rudra Pal (segona vegada) 1815-1842
- Rana Ran Bahadur Singh (fill) 1842-1875
- Rana Durga Singh (fill) 1875-1913
- Rana Bir Pal (fill) 1913-1940 (+1961)
- Rana Ram Chandra Pal Sing (fill) 1940-1948